# SpongeBobs atlantisches Abenteuer
SpongeBobs atlantisches Abenteuer ist der Titel der 92. Folge der US-amerikanischen Zeichentrickserie SpongeBob Schwammkopf. Das Serien-Special wurde im Jahr 2007 von Stephen Hillenburg gedreht und am 12. November 2007 im US-Fernsehen erstmals ausgestrahlt. In Deutschland war die Folge erstmals am 7. September 2008 auf Nickelodeon zu sehen.

## Handlung
SpongeBob und Patrick finden in den Quallenfeldern von Bikini Bottom einen Teil eines goldenen Amuletts. Thaddäus erklärt ihnen, dass es sich dabei um die verlorene Hälfte des Amuletts von Atlantis handelt. Als Thaddäus die zwei Hälften des Amuletts zusammenfügt, erscheint ein Bus, welcher sie tatsächlich nach Atlantis bringen kann. Neben SpongeBob, Patrick und Thaddäus wollen ebenfalls Mr. Krabs und Sandy mitfahren und müssen feststellen, dass sich der Bus nicht mit Benzin, sondern mit Gesang fortbewegen lässt. Plankton schleicht sich ebenfalls an Bord des Busses.
In Atlantis werden sie von Lord Königliche Hoheit begrüßt, der Herrscher von Atlantis, der die Besucher durch Atlantis führt. Mr. Krabs versucht während dieser Zeit die antiken Schätze an sich zu bringen, Sandy möchte die Atlantische Technologie erforschen, sowie Thaddäus die Kunst der Atlanter, Plankton ist auf der Suche nach Waffen und Patrick bringt die königliche Seifenblase zum Platzen. Der König beruhigt ihn, indem er ihm mitteilt, dass es sich nur um ein Imitat handelt und zeigt Patrick die echte Seifenblase. Als er ein Foto machen will, zerplatzt die echte Blase tatsächlich. Bevor die herbeigerufene königliche Leibwache Patrick und die anderen vernichten kann, erscheint Plankton mit einem Panzer. Der König ist fasziniert von dem grünen Kerl und nimmt ihn als Ersatz für die Blase. Danach kehren die Besucher nach Bikini Bottom zurück. Wie Plankton wieder zurückkehrt wird nicht erklärt.

## Synchronisation
| Name                   | Originalsprecher | Deutscher Synchronsprecher |
| ---------------------- | ---------------- | -------------------------- |
| Spongebob Schwammkopf  | Tom Kenny        | Santiago Ziesmer           |
| Patrick Star           | Bill Fagerbakke  | Marco Kröger               |
| Sandy Cheeks           | Carolyn Lawrence | Cathlen Gawlich            |
| Mr. Krabs              | Clancy Brown     | Jürgen Kluckert            |
| Thaddäus Tentakel      | Rodger Bumpass   | Eberhard Prüter            |
| Sheldon Plankton       | Mr. Lawrence     | Thomas Petruo              |
| Lord Königliche Hoheit | David Bowie      | Lothar Blumhagen           |

## Produktion und Veröffentlichungen

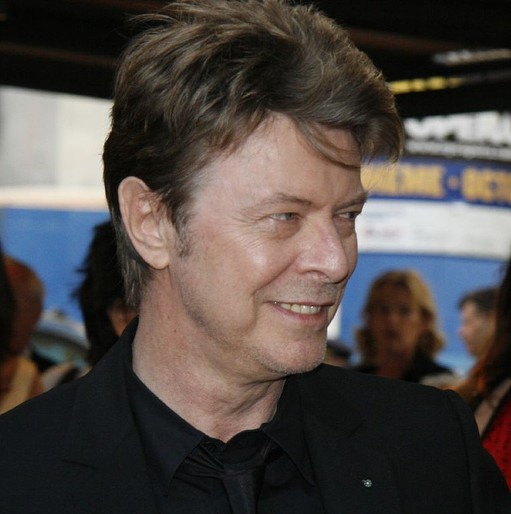
David Bowie 2006

SpongeBobs atlantisches Abenteuer ist der erste TV-Film der erfolgreichen Fernsehserie. Bei seiner Erstausstrahlung am 12. November 2007 lockte er in den USA etwa 8,8 Mio. Zuschauer vor den Bildschirm. Der Film hatte damit die höchsten Zuschauerzahlen in der Geschichte der Serie. SpongeBobs atlantisches Abenteuer ist zusammen mit sechs (weiteren) Episoden auf DVD erschienen. Der Herausgeber Paramount Home Entertainment bezeichnet in der Beschreibung SpongeBobs atlantisches Abenteuer als Doppel-Episode. Im englischen Original spricht David Bowie die Stimme von Lord Königliche Hoheit (im englischen Lord Royal Highness). Bowie schrieb dazu in seinem Blog

„It's happened. At last. I've hit the Holy Grail of animation gigs. Yesterday I got to be a character on…. tan-tara… SpongeBob SquarePants. Oh Yeah!! We, the family, are thrilled. Nothing else need happen this year, well, this week anyway. My character in this special longform (I think a half hour special) show is called 'Lord Royal Highness'. Alrighteee!!“

SpongeBobs atlantisches Abenteuer ist auch der Titel des bislang einzigen Videospiels, das auf einer einzelnen Folge der SpongeBob-Schwammkopf-Reihe basiert. Das Videospiel (USK ab 6) wurde von den Herstellern Blitz Games (für Wii, PlayStation 2) und Altron (für Nintendo DS, Game Boy Advance) produziert.

## Kritik
Trotz der hohen Zuschaueranzahl gab es auch Kritik an dem Serien-Special. Der bekannte amerikanische Fernsehkritiker Tom Shales bezeichnete die vielen Gesangseinlagen im Film als „Betäubung“. Des Weiteren sagte er, das Lustigste am Film sei der Titel, denn trotz der Länge gäbe es nicht mehr amüsante Szenen.